# Aichhorner Kapelle

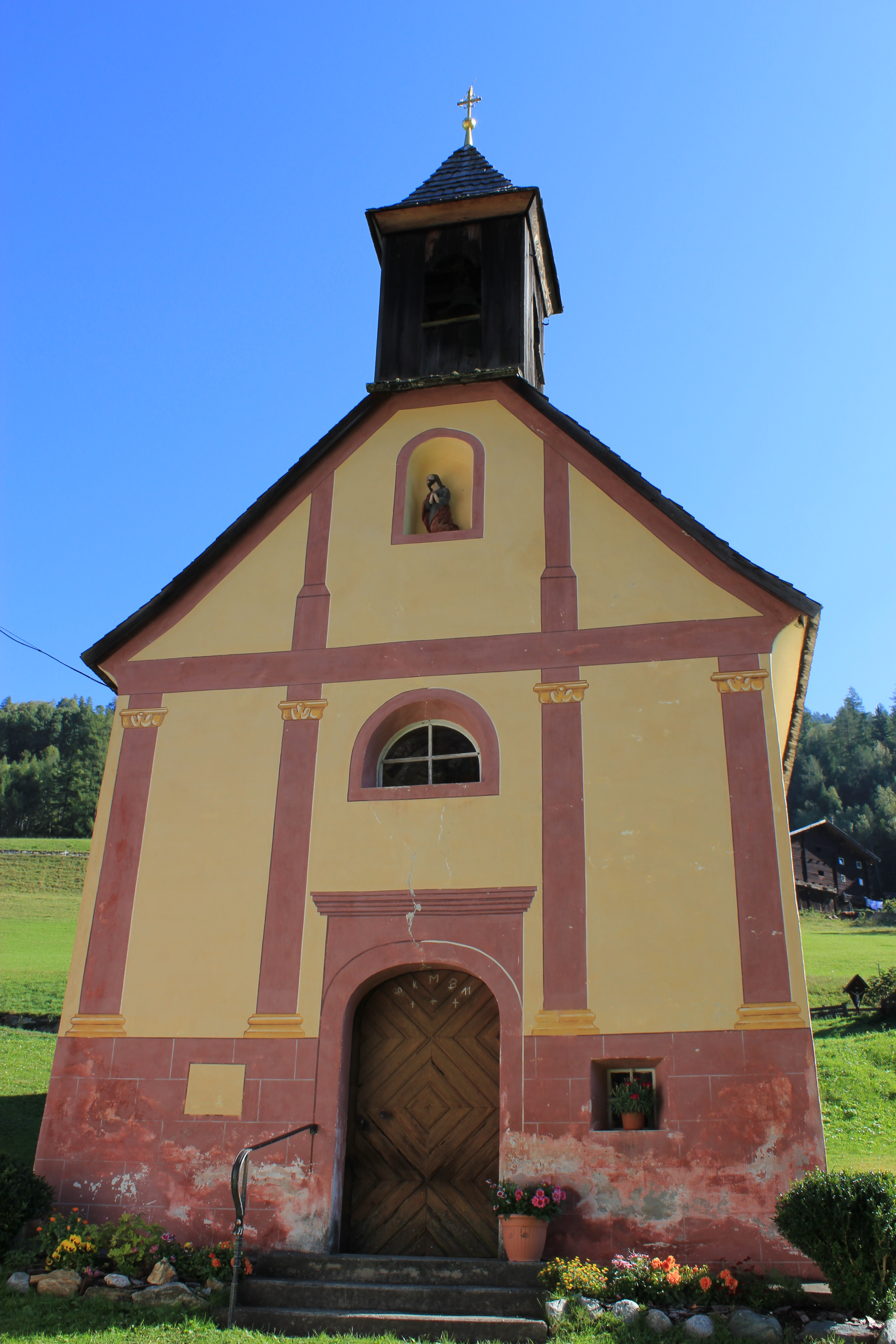

Die Aichhorner Kapelle ist ein denkmalgeschütztes Bauwerk in Aichhorn in der Gemeinde Heiligenblut. 
Die 1819 von Sebastian Tribuser, vulgo Aichhorner, unmittelbar neben seinem Gehöft errichtete Kapelle wurde 1989 restauriert.
Sie ist ein dem Spätbarock verpflichteter klassizistischer Sakralbau. 
Der Rechtecksbau mit 3/8-Chorschluss besitzt einen hölzernen Dachreiter. An der Westfassade mit gemalter Pilastergliederung und Korbbogenportal ist in einer Nische im Giebelbereich die Figur Christus am Ölberg untergebracht. Der Innenraum besteht aus einem quadratischen Kuppelbereich, einer westlich anschließenden Empore und einer östlichen Rundapsis.  
Die volkstümlichen Fresken in den Pendentifs der Kuppel und im Apsisgewölbe wurden 1819 von Joseph Wurnitsch gemalt. Das große Bild in der Kuppel zeigt das Letzte Abendmahl, umgeben von Christus am Ölberg, die Geißelung, die Dornenkrönung und die Kreuztragung. 
In der Apsis sind links die Aufrichtung des Kreuzes, in der Mitte Christus am Kreuz sterbend und rechts die Kreuzabnahme zu sehen. Die Malereien an den abgeschrägten Südost- und Nordostecken zeigen die Heiligen Sebastian und Florian. Das Mittelbild des Altars stellt die Beweinung Christi dar. Die restliche Altarrückwand ist ein als Scheinarchitektur gemalter Säulenaltar mit Baldachin, der im Oberbild die oben erwähnte Kreuzigung zeigt. 
Am Altartisch stehen die Schnitzfiguren der Mutter Gottes und der Maria Magdalena sowie vier Zirbelholzleuchter aus der Entstehungszeit der Kapelle.